# Atari ST User
Atari ST User var en brittisk tidskrift riktad till ägare av Ataris 16-/32-bitarsdatorer. Tidningen utgavs av Europress under åren 1989 till 1994. Med varje nummer följde en diskett med diverse användbara prylar på; typiskt innehåll var ett fullt fungerande kommersiellt program och några mindre program/spel. Dess systertidning var Amiga Computing.